# Duncan Regehr
Duncan Regehr (Lethbridge, 5 ottobre 1952) è un attore e pittore canadese, famoso soprattutto per aver interpretato il personaggio di Zorro nella serie dei primi anni novanta.

## Biografia
Figlio del russo Peter Regehr (Yekaterinoslav, 11 marzo 1918 - Victoria, 12 settembre 2003) e dell'inglese Dorothy Mary Mulkern (Londra, 1 gennaio 1921 - Victoria, 24 marzo 2009), Duncan Regehr è cresciuto a Victoria, in Canada. Dopo le numerose apparizioni teatrali in Canada e ruoli di rilievo in radio per la Canadian Broadcast Corporation, con la moglie Catherine si trasferisce a Los Angeles, in California, dove entra nel mondo del cinema. Poco dopo il suo arrivo gli viene affidato il ruolo di Prince Dirk Blackpool, "cattivo" della breve commedia fantasy del 1983 Storie di guerra e di magia. Ha anche recitato nel 1982 nella mini-serie Il grigio e il blu come capitano Randolph. In seguito ha interpretato la parte di Charles nella serie Visitors degli anni ottanta. Nel 1987, Regehr è stato il Conte Dracula nel film The Monster Squad.
Uno dei ruoli più noti di Regehr è stato in Zorro come Don Diego de la Vega e il suo alter ego Zorro. Regehr ha interpretato l'eroe mascherato per 88 episodi.
Anche se questo aspetto è forse meno conosciuto dal grande pubblico, Duncan Regehr è noto anche come pittore. Ha esposto le sue opere d'arte nel 1974 al Festival di Stratford, in Ontario, e l'anno successivo alla Yorkville Art Center di Toronto. Da allora ha partecipato a numerose mostre in Canada, negli Stati Uniti, in Gran Bretagna e in Europa. Alcune sue opere si trovano in importanti collezioni di tutto il mondo, compresa la raccolta Jilin (Cina), Il Kunsthallen (Copenaghen) e la Collezione Syllavethy of Scotland (GB). Nel 1996 ha vinto l'American Vision Award of Distinction in the Arts, e nel 2000 gli è stato concesso il titolo di "Royal Canadian Artist" con lode, dalla Royal Canadian Academy of Art, per i suoi eccezionali meriti artistici.
Il 10 novembre 2008 a Duncan Regehr è stato assegnato il titolo onorario di Doctor of Fine Arts dalla University of Victoria, l'istituto della sua città di origine. Alcune delle sue opere d'arte sono esposte anche in gallerie d'arte della regione.
Si è ritirato dal cinema nel 2009.

## Filmografia parziale

### Cinema
- Scuola di mostri (The Monster Squad), regia di Fred Dekker (1987)
- Il banchiere (The Banker), regia di William Webb (1989)
- Timemaster, regia di James Glickenhaus (1995)
- Krocodylus, regia di James D.R. Hickox (2000)
- Air Bud 3 (Air Bud 3: World Pup), regia di Bill Bannerman (2000)
- The Strange Case of DJ Cosmic, regia di John Celona - cortometraggio (2009)

### Televisione
- Matt e Jenny (Matt and Jenny) – serie TV, 26 episodi (1979-1980)
- Il Golia attende (Goliath Awaits) – miniserie TV, 2 puntate (1981)
- Il grigio e il blu (The Blue and the Gray) – miniserie TV, 3 puntate (1982)
- Storie di guerra e di magia (Wizards and Warriors) – serie TV, 8 episodi (1983)
- Gli ultimi giorni di Pompei (The Last Days of Pompeii) – miniserie TV, 3 puntate (1984)
- Visitors (V) – serie TV, 4 episodi (1985)
- Disneyland – serie TV, episodi 32x11 e 32x12 (1988)
- Un giglio per Lilli (Shades of Love: Little White Lies), regia di Susan Martin – film TV (1988)
- La vera storia di Billy the Kid (Gore Vidal's Billy the Kid), regia di William A. Graham – film TV (1989)
- Zorro – serie TV, 88 episodi (1990-1993)
- Star Trek: The Next Generation – serie TV, episodio 7x14 (1994)
- Star Trek: Deep Space Nine – serie TV, episodi 3x24, 4x13 e 5x12 (1995-1997)
- Appuntamento con la morte (A Story to Die For), regia di Anthony Pullen Shaw – film TV (2000)
- Swarm - Minaccia dalla giungla (Flying Virus), regia di Jeff Hare – film TV (2001)
- Secret Lives, regia di George Mendeluk – film TV (2005)
- Presumed Dead, regia di George Mendeluk – film TV (2007)
- Nightmare at the End of the Hall, regia di George Mendeluk – film TV (2008)

## Doppiatori italiani
- Giancarlo Prete in Storie di maghi e di guerrieri
- Cesare Barbetti in Alfred Hitchcock presenta
- Romano Malaspina in Surf rosso sangue, Gli ultimi giorni di Pompei
- Alessandro Rossi in Scuola di mostri
- Emilio Cappuccio in Zorro
- Antonio Sanna in Star Trek: The Next Generation
- Saverio Indrio in Star Trek: Deep Space Nine
- Massimo Corvo in Timemaster
- Enrico Di Troia in La signora in giallo - Appuntamento con la morte
- Gino La Monica in Swarm - Minaccia dalla giungla